# Амгишија
Амгишија је била сасанидски град или тврђава која се налазила близу бившег главног града Лахмида, Ал-Хире. Била је позната као главни одбрамбени штаб. Године 633, током арапске инвазије на Иран, борба се одвијала код војног места које се налазило на треиторији персијског вазала (сателита), Улаиса, где су муслимански Арапи поразили комбиновану војску која се састојала од сасанидско-хришћанских арапских трупа. Затим је муслимански војни заповедник Халид ибн Ел Валид извршио упад у Амгишију и опљачкао је, док су становници који су преживели побегли у околна села.